# Paul Pilgrim
Paul Pilgrim (Nova York, Estats Units 1883 - White Plains 1958) fou un atleta estatunidenc que destacà a la dècada del 1900.

## Biografia
Va néixer el 26 d'octubre de 1883 a la ciutat de Nova York, població situada a l'estat del mateix nom.
Va morir el 7 de gener de 1958 a la seva residència de White Plains, població situada a l'estat de Nova York.

## Carrera esportiva
Membre del club New York AC, va participar, als 20 anys, en els Jocs Olímpics d'Estiu de 1904 realitzats a Saint Louis (Estats Units), on aconseguí guanyar la medalla d'or en la prova de 4 milles per equips. En aquests mateixos Jocs participà en les proves de 400 i 800 metres, si bé no tingué èxit.
En els Jocs Olímpics d'Estiu de 1906 realitzats a Atenes (Grècia), anomenats Jocs Intercalats i no reconeguts com a oficials pel Comitè Olímpic Internacional (COI), aconseguí guanyar la medalla d'or en les proves de 400 i 800 metres.
Posteriorment participà en els Jocs Olímpics d'Estiu de 1908 celebrats a Londres (Regne Unit), on participà en la prova de 400 metres. En aquests Jocs no tingué èxit i no pogué arribar a la final.